# Der Mann von Suez
Der Mann von Suez, französischer Titel: L’homme de Suez, ist ein vierteiliger Fernsehfilm des ZDF aus dem Jahre 1983 mit Guy Marchand in der Hauptrolle. Er beschäftigt sich mit Ferdinand de Lesseps und dem Bau des Suez-Kanals. Mit Der Mann von Suez beendete das ZDF 1983 seine Reihe der Abenteuervierteiler, die der Sender seit 1964 zur Adventszeit ins Hauptabendprogramm gebracht hatte.

## Handlung

### Teil 1 (ZDF: 4. Dezember 1983)
Der Plan, einen Großschifffahrtskanal zwischen Mittelmeer und Rotem Meer zu bauen, bestand schon lange. Aber es musste wohl erst ein Mann mit der Tatkraft von Ferdinand de Lesseps kommen, um ihn umzusetzen. Der Fernsehfilm setzt 1832 ein, 27 Jahre vor Baubeginn: Der junge Diplomat Lesseps wird in Alexandrien zum Vizekonsul Frankreichs ernannt. Ebenso wichtig für sein Kanalprojekt ist, dass er Erzieher des Lieblingssohns des Vizekönigs wird, denn in dem Jungen wächst ihm sein Förderer heran.
Am Fuß der Pyramiden lernt Lesseps eine Touristin kennen und lieben – Agathe Delamalle. Sie wird später seine Frau.

### Teil 2 (ZDF: 6. Dezember 1983)
Napoléon III. lässt sich 1852 zum Kaiser ausrufen. Aus Empörung darüber quittiert Ferdinand de Lesseps den diplomatischen Dienst. Als Pferdezüchter zieht er sich aufs Land zurück. Der plötzliche Tod seiner Frau ruft den alten Tatendrang in ihm wach. So ist  ihm die Thronbesteigung seines Zöglings Prinz Said willkommener Anlass, nach Kairo zurückzukehren. Said gibt seinem früheren Erzieher auch die Einwilligung zum Bau des Kanals. Aber die Engländer fürchten um ihre Macht im Vorderen Orient und spielen ihren ganzen Einfluss gegen den Plan des Baues aus.

### Teil 3 (ZDF: 11. Dezember 1983)
Vizekönig Said fühlt sich von Ferdinand de Lesseps verraten und kerkert ihn ein. Doch schon bald lässt er ihn reumütig wieder frei. Mehr noch: Lesseps bekommt endlich die Genehmigung für den Kanalbau. Die Finanzierung ist das größte Problem. Doch da hat der Franzose eine geniale Idee: Er lässt Suez-Aktien ausgeben. Das Ergebnis übertrifft alle Erwartungen. 200 Millionen Goldfranc werden in wenigen Tagen eingenommen. Im April 1859 kann der erste Spatenstich erfolgen.
Die Fellachenfamilien sind so arm, dass sogar Mädchen am Kanal mitarbeiten wollen. Lesseps nimmt die junge Safi als Dienstmädchen in sein Haus.
Mit primitivsten Mitteln und vielen Arbeitskräften beginnen die Erdaushebungen für den Kanal zwischen dem Roten und dem Mittelmeer.

### Teil 4 (ZDF: 13. Dezember 1983)
Die Rückschläge und Intrigen beim Bau des Kanals nehmen kein Ende: Vizekönig Said, Lesseps großer Gönner, stirbt. Vor seinem Tod warnt er vor seinem Nachfolger. Mit vollem Recht! Schon bald wird ein Gesetz erlassen, das die Beschäftigung von Fellachen beim Kanalbau verbietet.
Außerdem werden Gerüchte lanciert, die Lesseps und seine Gesellschaft wirtschaftlich in Misskredit bringen.
Die Börse gerät in Panik. Lesseps steht vor dem Ruin. Er fährt nach Paris und bittet seine Cousine, die Kaiserin, um Hilfe.

## Medien

### Filmmusik
- L’Homme de Suez (Der Mann von Suez), CD, Cinéfonia Records CFSAMP002 (enthält auch die Musik aus La Chambre Des Dames von Vladimir Cosma)

### DVD
- DVD-Erscheinungstermin: 7. November 2007, Spieldauer: ca. 340 Minuten, 2 DVDs.